# Lidia Beccaria Rolfi
Lidia Beccaria, coniugata Rolfi (Mondovì, 8 aprile 1925 – Mondovì, 17 gennaio 1996), è stata una scrittrice italiana.

## Biografia
Nata a Mondovì l’8 aprile del 1925, in una famiglia di contadini, completò gli studi magistrali nel 1943 e iniziò ad insegnare in una scuola elementare a Torrette, frazione del comune di Casteldelfino in Valle Varaita.

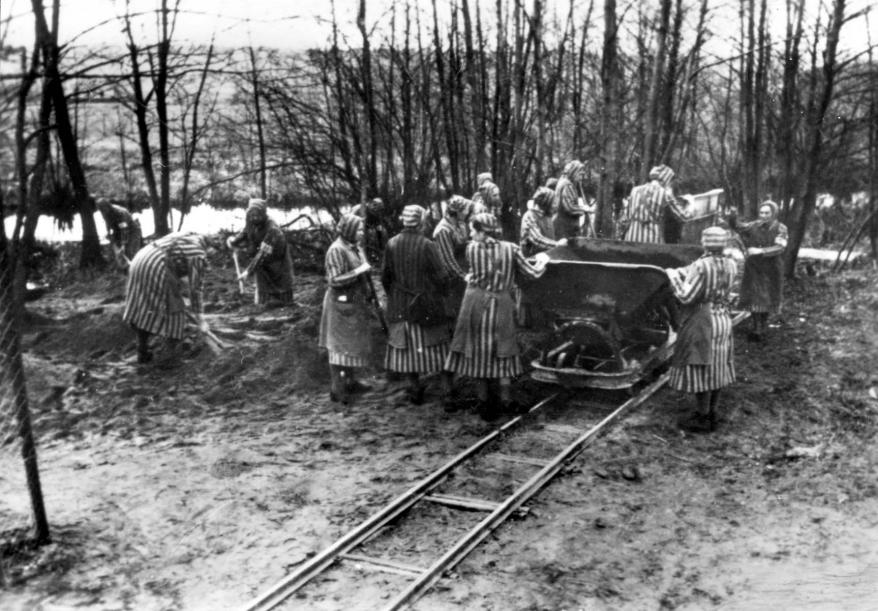
Donne internate nel campo di concentramento di Ravensbrück

Entrò presto in contatto con la locale Resistenza (XI Divisione Garibaldi, XV Brigata "Saluzzo") e diventò staffetta partigiana già nel dicembre del 1943 con il nome di battaglia di "maestrina Rossana". Il 13 aprile del 1944 fu arrestata dai fascisti della Guardia Nazionale Repubblicana a Sampeyre ed incarcerata a Cuneo. Consegnata alla Gestapo, venne trasferita prima a Saluzzo e poi alle carceri nuove di Torino. Nel carcere di Torino divise la cella anche con Anna Segre Levi, nonna del suo compagno di brigata Isacco Levi. Il 27 giugno venne deportata nel campo di concentramento nazista di Ravensbrück assieme ad altre tredici donne. Rimase nel Lager sino al 26 aprile 1945, dapprima nel campo principale e successivamente nel sotto-campo della Siemens & Halske. Ritrovò la libertà nel maggio 1945, durante la marcia di evacuazione organizzata dalle SS.
Rientrata in Italia nel settembre del 1945, riprese l'insegnamento, a cui affiancò un'intensa attività di testimone lavorando per l'Istituto Storico per la Resistenza di Cuneo e per l'Associazione nazionale ex deportati. Per quasi trenta anni si impegnò per far conoscere l'esperienza concentrazionaria delle deportate donne, portando la sua testimonianza nelle scuole e in molti incontri pubblici. Nel 1978 scrisse insieme ad Anna Maria Bruzzone Le donne di Ravensbrück, prima opera in italiano sulla deportazione femminile nei campi di concentramento della Germania nazista. Nel 1996 diede alle stampe il suo secondo libro, L'esile filo della memoria, racconto autobiografico del suo ritorno dopo l'esperienza del lager e del difficile reinserimento nella vita civile. Nel 1997 uscì postumo Il futuro spezzato, un saggio sull'infanzia durante la dittatura nazista, cui Lidia Beccaria Rolfi lavorava da quasi venti anni e che Primo Levi aveva apprezzato tanto da scriverne l'introduzione.
Nella sua opera di testimone contro ogni negazionismo, si espresse in modo critico contro chi identificava la Resistenza italiana nella sola esperienza della lotta armata, rimarcando l'importanza dell'opposizione antinazista realizzata dai detenuti nei Lager.

## Pubblicazioni
- Le donne di Ravensbrück. Testimonianze di deportate politiche italiane, con Anna Maria Bruzzone, Collana Gli struzzi n.158, Torino, Einaudi, 1978; Collana ET, Einaudi, 2003-2020.
- L' esile filo della memoria. Ravensbrück, 1945: un drammatico ritorno alla libertà, Collana Gli struzzi n.475, Torino, Einaudi, 1996, ISBN 978-88-061-3957-5; a cura di Bruno Maida, Collana ET Scrittori, Torino, Einaudi, 2021, ISBN 978-88-062-4820-8.
- Il futuro spezzato. I nazisti contro i bambini, con Bruno Maida, Prefazione di Primo Levi, Firenze, Giuntina, 1997, ISBN 978-88-805-7057-8.
- Il Lager di Ravensbrück. La popolazione femminile dalla nascita del campo alla liberazione in La deportazione femminile nei Lager nazisti. Convegno internazionale, Torino, 20-21 ottobre 1994, a cura di Lucio Monaco, Milano, Franco Angeli, 1995.
- Ravensbrück in Gli ultimi giorni dei Lager, Convegno internazionale, 6 febbraio 1990, a cura di Eleonora Vincenti, Milano, Franco Angeli, 1992.
- Aprile 1945, a Ravensbrück in Donne e bambini nei Lager nazisti: testimonianze dirette, a cura di G. Bellak e G. Melodia, Milano, ANED, 1960.
- Ravensbrück baracca 23 in Donne e bambini nei Lager nazisti: testimonianze dirette, a cura di G. Bellak e G. Melodia, Milano, ANED, 1960.